# Psara pallidalis
Psara pallidalis is een vlinder uit de familie van de grasmotten (Crambidae). De wetenschappelijke naam van deze soort is voor het eerst gepubliceerd in 1913 door George Francis Hampson.
De soort komt voor in Ghana, Nigeria, Oeganda, Zuid-Afrika en Indonesië (Tanimbar-eilanden).